# Ungjin-dong
Ungjin-dong (koreanska: 웅진동) är en stadsdel i staden Gongju i provinsen Södra Chungcheong
i den centrala delen av Sydkorea, 120 km söder om huvudstaden Seoul.